# Carlos Honorato
Carlos Honorato (né le 9 novembre 1974) est un judoka brésilien. Il participe aux Jeux olympiques d'été de 2000 dans la catégorie des poids moyens et remporte la médaille d'argent, battu en finale par Mark Huizinga.

## Palmarès

### Jeux olympiques
- Jeux olympiques de 2000 à Sydney,  Australie
  -  Médaille d'argent